# Страсбургский фаянс
Страсбургский фаянс (фр. La Faïence de Strasbourg) — марка французского фаянса, который изготавливали в городе Страсбург, восточная Франция, в середине и второй половине XVIII века.

## История мануфактуры

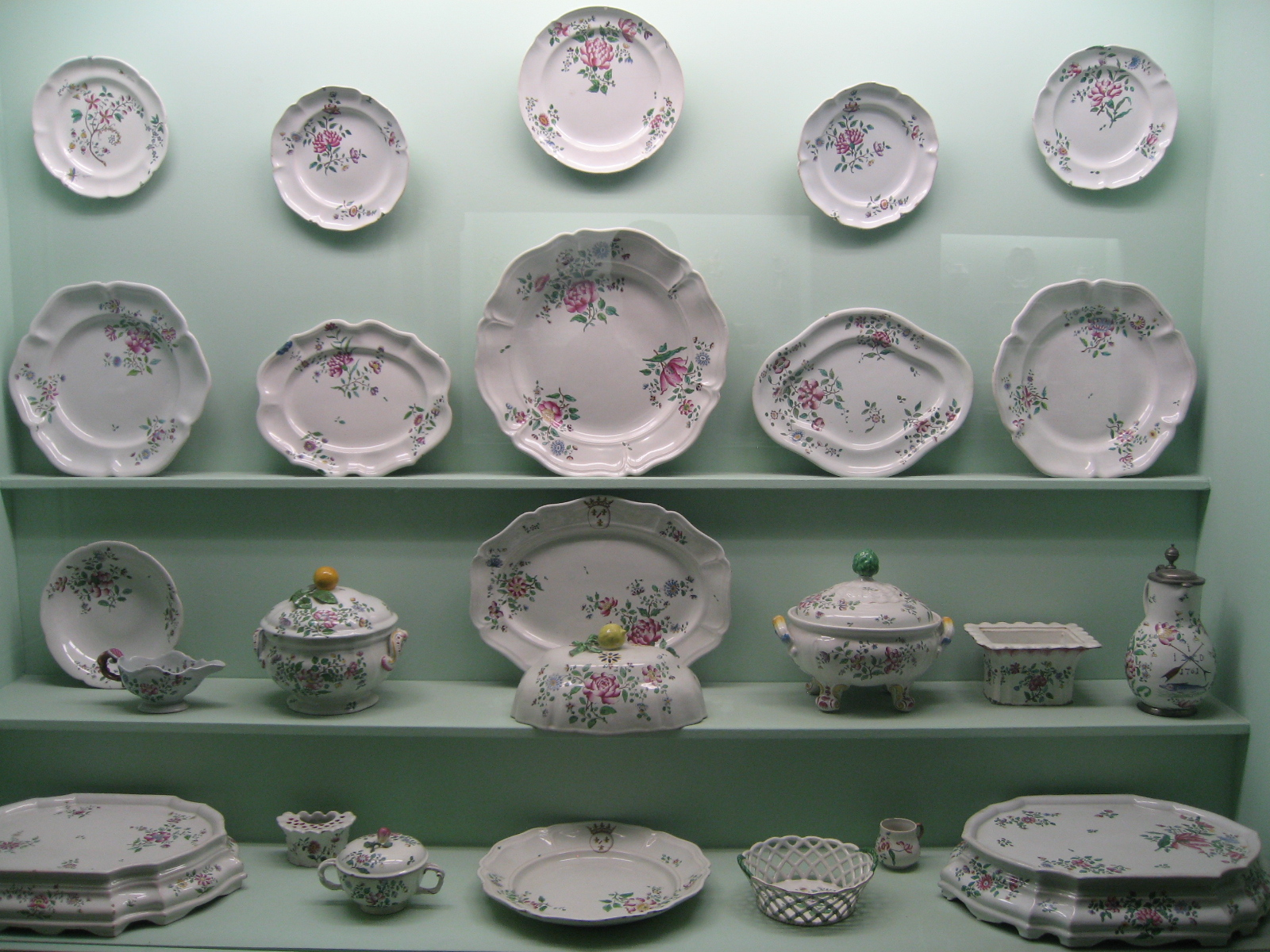
Экспозиция изделий мастеров Ханнонг. Музей прикладного искусства, Страсбург

Производство страсбургских расписных изделий из фаянса связано с деятельностью эльзасских мастеров семьи Ханнонг. Компанию основал голландский мастер-керамист Шарль-Франсуа Ханнонг (Charles-Francois Hannong). Он родился в нидерландском городе Маастрихт около 1669 года и позднее женился в Кёльне на Анне Никке, дочери немецкого мастера курительных трубок. В 1709 году они переехали в Страсбург, где Шарль-Франсуа основал фабрику по производству трубок. Затем он сосредоточился на создании печей для обжига эмалированной и керамической посуды. Около 1720 года он работал с Анри Вакенфельдом из Касселя, совершенствуя эти печи и в то же время начал проводить эксперименты с фарфором, в которых они достигли определённого успеха, причём существенные улучшения были достигнуты следующими поколениями семьи Ханнонг. Позже Вакенфельд покинул Страсбург, и Шарль-Франсуа остался один.
К 1724 году производство фаянса стало настолько успешным, что Шарль-Франсуа Ханнонг открыл вторую фабрику в Агно. Восемь лет спустя он передал семейное дело своим сыновьям, Полю-Антуану (1700—1760) и Бальтасару, которые платили ему ежегодную пенсию до его смерти в 1739 году. Сыновья пытались наладить производство фарфора, но не смогли получить лицензию из-за противодействия короля Людовика XV и директора Национальной мануфактуры Севра. Поль-Антуан перенёс фарфоровое производство в 1755 году во Франкенталь, основав там Франкентальскую фарфоровую мануфактуру. Тем не менее, производство фаянсовых изделий в Страсбурге имело большой успех. В 1744 году король Людовик XV посетил мануфактуру и высоко оценил качество изделий.
Когда в 1766 году запрет на изготовление фарфора был смягчён, Жозеф Ханнонг, сын Поля-Антуана, возобновил производство фарфора в Страсбурге. Однако он не преуспел и в 1780 году бежал в Германию из-за долгов. Производство на страсбургском заводе прекратилось, и компания обанкротилась.

## Художественные изделия фаянсовой мануфактуры в Страсбурге
За шесть десятилетий три поколения семьи Ханнонг создали оригинальный художественный стиль изделий из фаянса и, отчасти, фарфора. Страсбургские мастера были первыми, кто стал практиковать надглазурную роспись во Франции, которая получила название «маленький огонь» (фр. petit-feu). Такая технология предполагает после нанесения росписи на изделие, подвергнутое первому «утильному» обжигу, проведение второго обжига при более низкой температуре, во избежание выгорания красок.
Страсбургские мастера сумели освоить производство тонкого фаянса, почти неотличимого от настоящего фарфора, а также привлекли талантливых живописцев. Под влиянием эстетики стиля рококо в Страсбурге своеобразный тип росписи из натуралистично трактованных цветов, букетов роз, тюльпанов и гвоздик, скомпонованных свободно, «вразброску».
Большая коллекция изделий мануфактуры экспонируется в Музее прикладного искусства в Страсбурге.

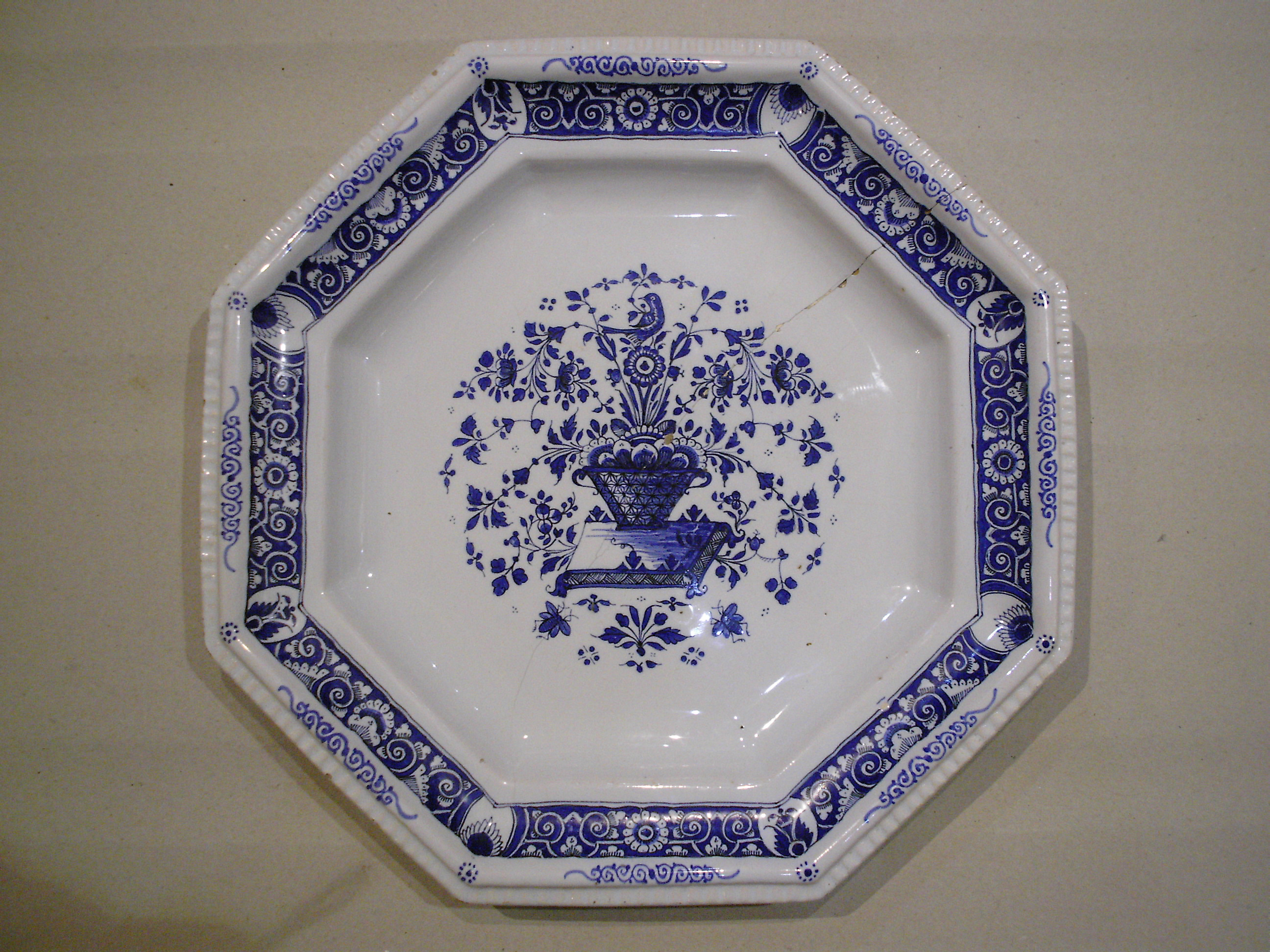
Поднос с росписью синим кобальтом
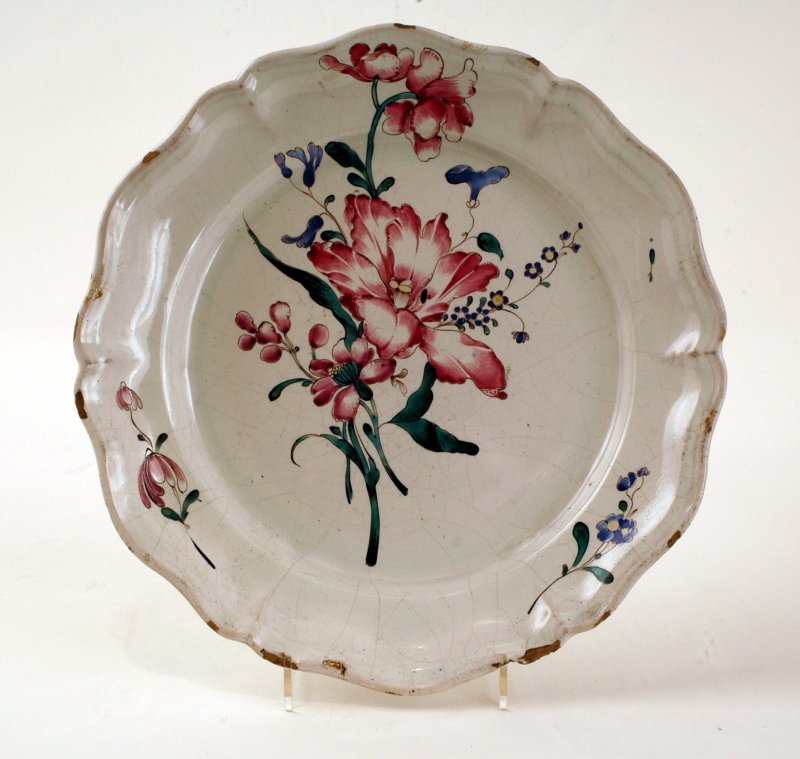
Тарелка с букетом
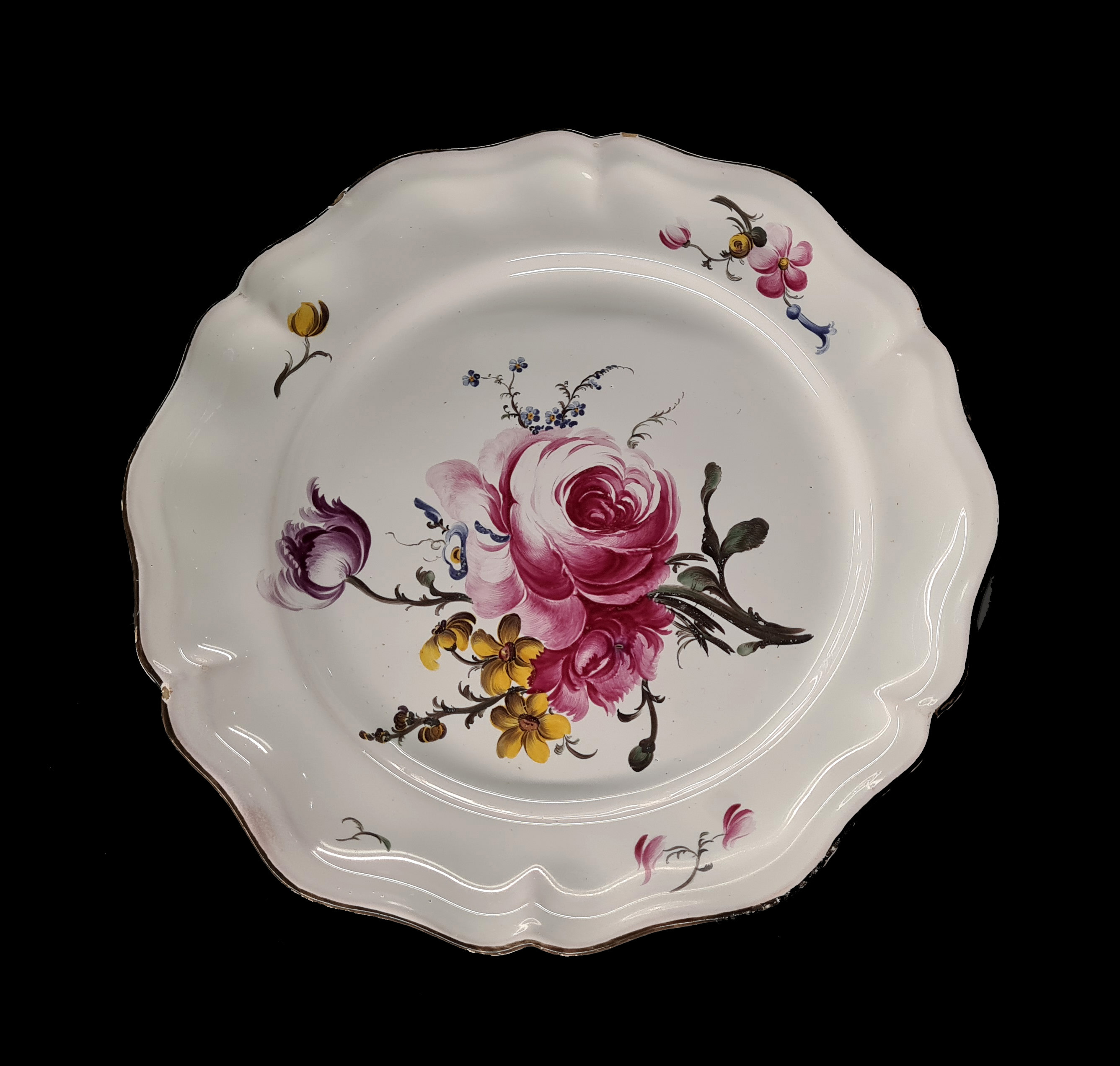
Тарелка с розой
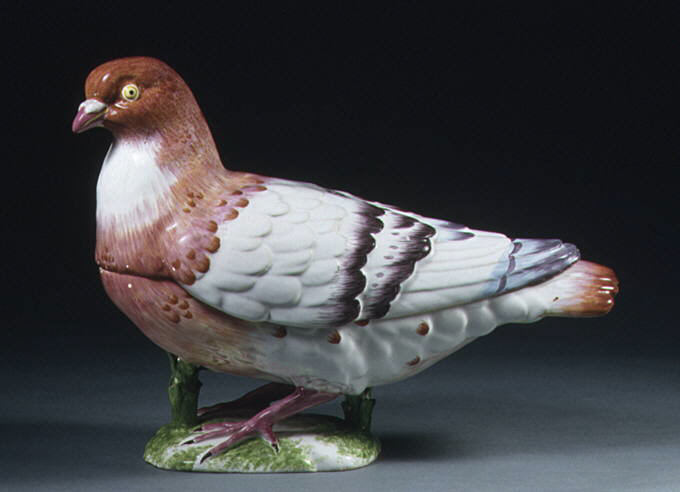
Террина (миска) в виде голубя
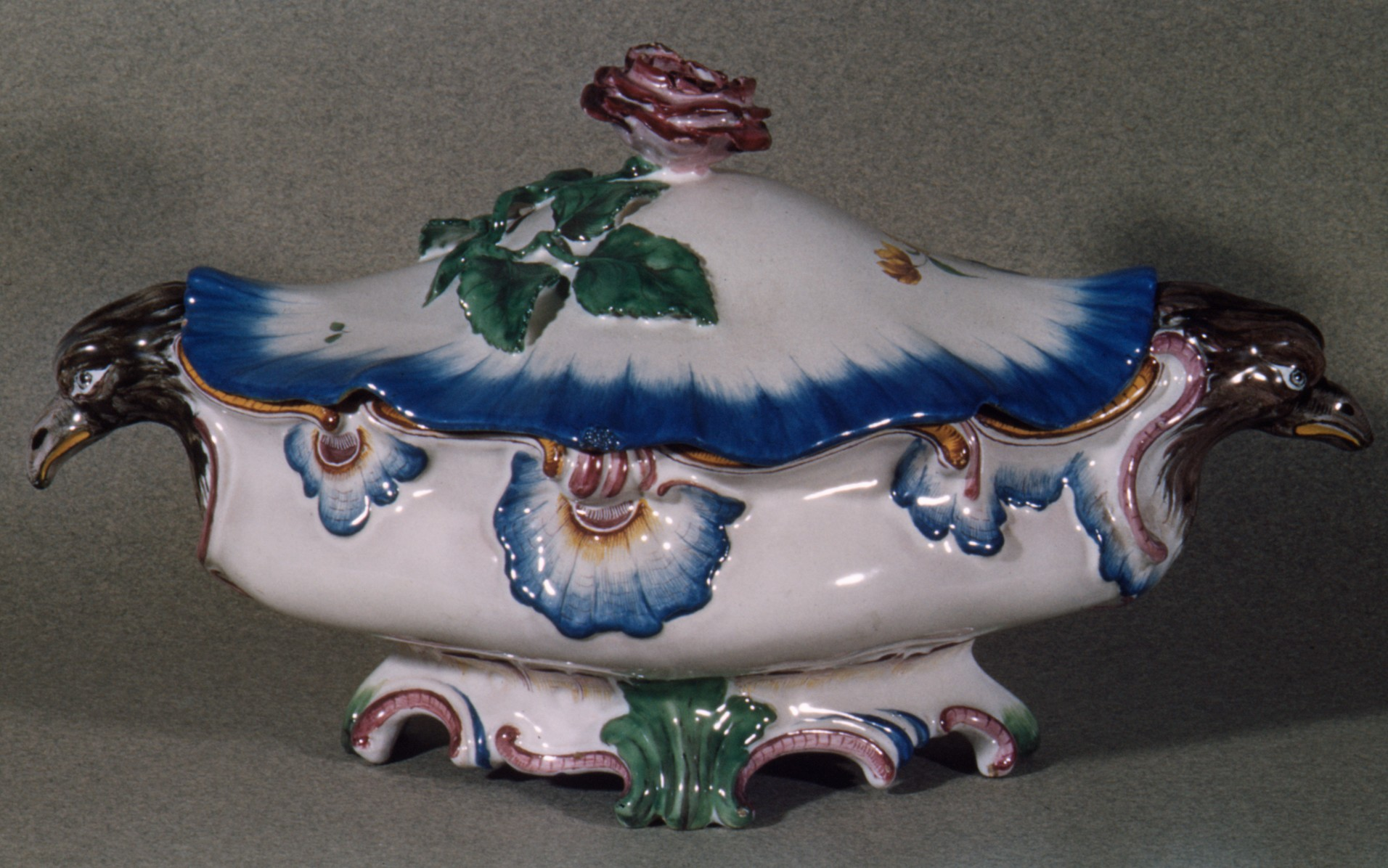
Tеррина с рокайлями
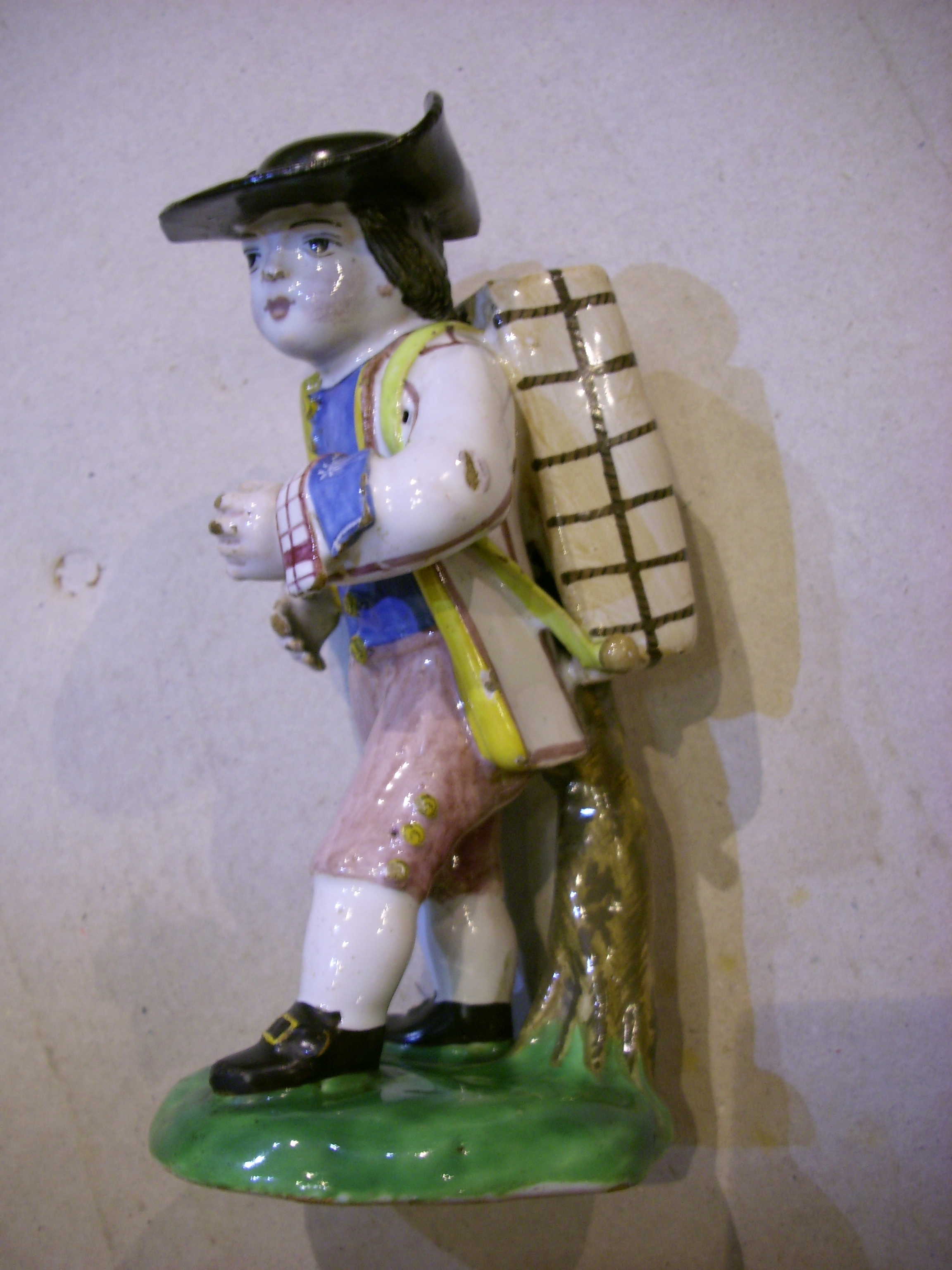
Фигурка крестьянина
Лоток с розой
Миска